# Bắc Lôn
Bắc Lôn hay Bắc Luân (chữ Hán phồn thể: 北侖區, chữ Hán giản thể: 北仑区, bính âm: Běilún Qū, âm Hán Việt: Bắc Lôn khu) là một quận thuộc địa cấp thị Ninh Ba, tỉnh Chiết Giang, Cộng hòa Nhân dân Trung Hoa. Khu Bắc Lôn có diện tích 585 km², dân số 330.000 người. Mã số bưu chính của Bắc Luân là 315800. Chính quyền nhân dân quận đóng ở lô A, đại lầu hành chính Bắc Luân, số 1166 đường Bắc Giang, nhai đạo Tân Khế.
Về mặt hành chính, Bắc Lôn được chia thành 7 nhai đạo, 2 trấn, 1 hương.
- Nhai đạo: Tân Khế, Đại Khế, Tiểu Cảng, Hà Phổ, Sài Kiều, Đại Tạ, Thích Gia Sơn.
- Trấn: Bạch Phong, Xuân Hiểu.
- Hương: Mai Sơn.